# We Like Johnny
We Like Johnny è il quinto album del cantante italiano Johnny Dorelli, pubblicato dalla CGD nel 1959.

## Descrizione
L'album contiene dodici brani, tra i quali alcuni dei primi successi di Dorelli, come Love in Portofino, Meravigliose labbra, Non baciare più nessuno, C'è un mondo ancor e Tipi da spiaggia.
Le canzoni inserite nell'album sono per la maggior parte brani swing, visto il recente rientro dagli USA, da parte del crooner di Meda, all'epoca poco più che esordiente.
Gli arrangiamenti dell'album sono di Gianni Ferrio (che vanterà poi molte collaborazioni con Dorelli), Gigi Cichellero e di Gianfranco ed Enrico Intra. Inoltre in alcuni brani Dorelli utilizza la tecnica jazz dello scat.

## Edizioni
L'album è stato stampato dall'etichetta CGD con numero di catalogo FG 5002 e non è mai stato ristampato su CD o per il digitale o lo streaming, seppure Love in Portofino, Felicità, Meravigliose labbra, Tipi da spiaggia, Serenella, La canzone di Orfeo e Non baciare più nessuno siano stato inserite in compilation in CD, digitale e streaming. La copertina del long playing, vede Dorelli circondato da cinque ragazze disegnate da un giovane Guido Crepax.

## Tracce

### Lato A
1. Love in Portofino
2. Sei Tutta Un Pericolo
3. Felicità
4. Serenella
5. Meravigliose Labbra
6. Tipi Da Spiaggia

### Lato B
1. C'è Un Mondo Ancor
2. Sei Nata Per Essere Adorata
3. La Canzone Di Orfeo
4. Non Baciare Più Nessuno
5. Un Po' Di Blues
6. Tanto, Tanto Bella